# Сант'Изидоро (Беневенто)
Сант'Изидоро је насеље у Италији у округу Беневенто, региону Кампанија.
Према процени из 2011. у насељу је живело 19 становника. Насеље се налази на надморској висини од 374 м.